# NGC 2684
NGC 2684 је спирална галаксија у сазвежђу Велики медвед која се налази на NGC листи објеката дубоког неба.
Деклинација објекта је + 49° 9' 37" а ректасцензија 8h 54m 53,8s. Привидна величина (магнитуда) објекта NGC 2684 износи 13,1 а фотографска магнитуда 13,8. NGC 2684 је још познат и под ознакама UGC 4662, MCG 8-16-35, CGCG 237-24, IRAS 08514+4921, PGC 25024.